# Bazuca

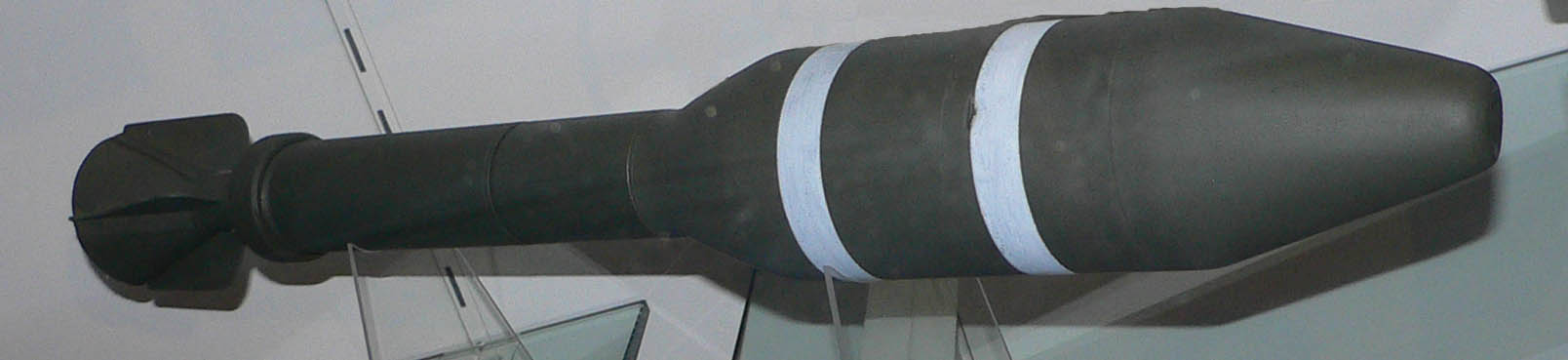
Cohete explosivo tipo HEAT del bazooka.

La bazuca (en inglés: bazooka) es un lanzacohetes portátil empleado principalmente contra carros de combate. Se hizo famosa durante la Segunda Guerra Mundial, cuando fue una de las principales armas contracarro de infantería, usada por el Ejército de los Estados Unidos. Fue una de las primeras armas basadas en el explosivo HEAT (High Explosive Anti-Tank) en entrar en servicio. Recibió el nombre de bazooka debido al parecido con un instrumento musical inventado y usado por Bob Burns. Su uso se generalizó a partir de la Segunda Guerra Mundial.
Durante la Segunda Guerra Mundial la Wehrmacht obtuvo varias bazukas en el norte de África y en el frente oriental y por ingeniería inversa obtuvo su propia versión aumentando su calibre a 88 mm. Se conocieron popularmente en Alemania como panzerschreck ('terror de los tanques'). A finales de la guerra, los japoneses diseñaron un arma similar, el lanzacohetes tipo 4 70 mm AT, que tenía un diseño diferente y lanzaba granadas propulsadas por cohetes.
Además de lo que es la bazooka original, la palabra 'bazuca' se usa a menudo incorrectamente para denominar a todas las armas antitanque operadas desde el hombro, como las granadas propulsadas por cohete (RPG).

## Origen y desarrollo
El desarrollo del proyectil cohete fue una idea original del Dr. Robert H. Goddard, como un proyecto adicional de su trabajo sobre la propulsión de cohetes. Goddard, en el transcurso de su cargo en el Instituto Politécnico de Worcester, la Universidad de Clark y el Observatorio Monte Wilson, ideó un lanzacohetes para uso militar durante la Primera Guerra Mundial. Él y su compañero de trabajo, Dr. Clarence N. Hickman probaron con éxito esta arma en el Cuerpo de Señales del Ejército de los EE. UU. en el terreno de pruebas de Aberdeen, Maryland, el 6 de noviembre de 1918, pero como la guerra terminó con el armisticio de Compiègne cinco días más tarde se interrumpió el desarrollo. La demora en el desarrollo de esta arma se debió a una lucha de Goddard con la tuberculosis. Goddard continuó siendo un consultor a tiempo parcial del gobierno de Estados Unidos en Indian Head, Maryland, hasta 1923, pero pronto se centró en otros proyectos relacionados con la propulsión de cohetes. Posteriormente, Hickman se convirtió en jefe del Comité de Investigación de Defensa Nacional en la década de 1940, donde dirigió el desarrollo de cohetes para la Segunda Guerra Mundial y se encargó de la finalización de la bazooka.
La tecnología de la forma de carga del arma fue desarrollada en los EE. UU. con una granada de mano usada por la infantería contra vehículos con un blindaje de hasta 60 mm de grosor. La granada M10 era difícil de tirar a mano, pesaba 1,6 kg y era demasiado pesada para ser lanzada con un fusil lanzagranadas. La única forma práctica de usarla era que un soldado de infantería la colocase directamente sobre el carro de combate, lo que era una medio poco probable en la mayoría de las situaciones de combate. Entonces se desarrolló una versión más pequeña y menos potente, la M9, que se podía disparar desde un rifle. Esto dio como resultado la creación de una serie lanzadores de granadas para fusiles: el M1 (Springfield M1903), el M2 (Enfield M1917), el M7 (M1 Garand) y el M8 (M1 Carbine). Sin embargo, aún no se había encontrado un arma antitanque verdaderamente útil y, siguiendo el ejemplo de otros países en ese momento, el ejército estadounidense se preparó para evaluar diseños para un arma contracarro portátil más efectiva.
En 1942, el coronel del ejército estadounidense Leslie A. Skinner precisó la carga con forma de M10, que era capaz de parar a los carros alemanes. Le encargó al teniente Edward Uhl crear un sistema para entregar la granada. Uhl creó un pequeño cohete con ella, pero necesitaba proteger al que tirase el arma del fuego del cohete y, según él, encontró un tubo metálico y propuso que se tirase el cohete dentro del tubo con el mecanismo en el hombro.
El diseño fue finalizado en el Corcoran Hall de la Universidad George Washington de Washington D. C..
A finales de 1942 se introdujo el lanzacohetes M1A1. La munición del M1 era la M6, que era notoriamente poco fiable. La M6 fue mejorada como M6A1. También se mejoró el M1A1. Después de la M6 se produjeron otras ojivas alternativas, con lotes de cohetes M6 modificados con los últimos sistemas de ignición, para poder ser disparados desde los lanzacohetes M1 modificados. Muchos lanzacohetes M1 antiguos fueron modificados entre julio y agosto de 1943. A la munición modificada se le llamó M6A2.
La munición smoke rocket M10 de 60 mm y las variantes mejoradas (M10A1, M10A2, M10A4) usaban el motor y la aleta de la M6A1 pero reemplazaban la ojiva por otra con una carga de fósforo blanco. El fósforo blanco no solamente actúa generando un humo visible, sino que sus partículas pueden causar daños severos a la piel. Por ello, el M10 se usó para marcar objetivos, cegar a artilleros enemigos o conductores de vehículos y para expulsar a tropas de búnkeres y refugios.
Los lanzadores de cohetes originales M1 y M1A1 estaban equipados con miras fijas simples y usaban un tubo de lanzamiento sin refuerzos. Durante la guerra, el M1A1 tuvo una serie de modificaciones.
El M1 y el M1A1 usaban una mira posterior de hierro y una mira de escala situada junto a la boca del cañón. Los lados verticales de la mira de escala tenían inscritas las graduaciones de 100, 200, 300 y 400 yardas. En el M9, la mira de escala fue reemplazada por la mira de apertura de General Electric T43. El alineamiento se realizaba mirando por la mira trasera mientras que se ajustaba la frontal, que tenía las graduaciones de 100, 200 y 300 yardas. En septiembre de 1944, durante la producción del M9A1, la mira T43 fue reemplazada por la mira de Polaroid T90. La T43 y la T90 eran intercambiables.
La bazuca requería de un cuidado especial cuando era usado en climas tropicales o árticos, o en condiciones de mucho polvo o arena. Los cohetes no podían ser disparados a temperaturas que fuesen menores de −18 °C y mayores de 49 °C.

### Uso de campo y cambios
En 1943, informes de campo recibidos por la Artillería del Ejército en el arsenal de Ogden y en otras instalaciones indicaban que los cohetes se pegaban y se detonaban prematuramente en los tubos de lanzamiento de los M1A1. En los campos de pruebas de Aberdeen del Ejército de los EE. UU. se emplearon varios aros de metal y envolturas de alambre en el tubo para reforzarlo. No obstante, los informes de las detonaciones prematuras continuaron hasta que se desarrollaron pruebas de medición de permeabilidad.
Los cohetes M6 y M6A1 que fueron usados en los lanzacohetes M1 y el M1A1 tenían una punta puntiaguda que se descubrió que causaba deflexión desde el objetivo en ángulos de impacto bajos. A finales de 1943 se adoptó otro tipo de cohete de 2,36 pulgadas, el M6A3, para su uso con el lanzacohetes M9.
En octubre de 1944, después de recibir informes de efectos inadecuados en combate de los lanzacohetes M1A1 y del M9 y de los cohetes M6A1, y después de examinar los ejemplares capturados de los alemanes  8.8 cm RPzB 43 y RPzB 54 panzerschreck, el Cuerpo de Artillería de los EE. UU. desarrolló un nuevo y más poderoso cohete antitanque, el M20 de 90 mm. No obstante, el diseño del arma no estuvo terminado hasta después de la guerra y no fue usado hasta la guerra de Corea.
En 1945, el Servicio de Guerra Química del Ejército de los EE. UU. normalizó y mejoró la química de los cohetes de los lanzacohetes M9 y M9A1, que adoptaron el cohete de gas M26, de cloruro de cianógeno (CK) para los 2.36-in. El CK, un agente sanguíneo mortal, era capaz de penetrar las barreras protectoras del filtro de algunas máscaras antigás y se consideraba efectivo contra fuerzas japonesas (sobre todo las que se encontraban en cuevas o búnkeres) cuyas máscaras de gas carecían de impregnaciones químicas que protegían contra el CK. Mientras el cohete CK estuvo en el inventario de los EE. UU. nunca se desplegó ni se envió al personal de combate.

### Uso en la aviación
Tras la batalla de Normandía de 1944, la versión militar del monoplano civil Piper J-3 Club, de vuelo lento y ala alta, el L-4 grasshopper, empezó a usarse contra el armamento enemigo por algunas unidades de reconocimiento del ejército estadounidense en Francia; estos aviones estaban equipados con dos o cuatro bazucas contra los vehículos armados alemanes.
Al llegar a Francia en 1944, el comandante del ejército estadounidense Charles Carpenter, un aviador del ejército que volaba aviones de enlace y artillería como la versión militar del Piper J-3 Cub, el L-4 Grasshopper, recibió una nueva versión L-4H durante las etapas finales de la batalla de Normandía, para el «ataque ligero» contra acorazados alemanes. Con un piloto de 68 kilos y sin radio a bordo, el L-4H tenía una capacidad combinada de carga y pasajeros de aproximadamente 105 kilos. Este margen le permitió finalmente montar un total de seis bazookas, tres por lado en los puntales de elevación como lo habían hecho otros L-4.
En los primeros meses de la era de la guerra de Corea, en agosto de 1950, una prueba conjunta de la Armada de Estados Unidos y la Infantería de Marina utilizó un helicóptero bell HTL-4 recién adquirido para probar si se podía disparar una bazuca desde un helicóptero en vuelo. Se eligió uno de los modelos más grandes, de 3.5 pulgadas, y se montó delante y a la derecha del helicóptero para permitir que la puerta permaneciese despejada. La bazuca fue probada con éxito, aunque se descubrió que se requeriría de un blindaje para el compartimiento del motor, que fue puesto en el modelo 47 y en otros de los primeros helicópteros. Aquel helicóptero pertenecía al Escuadrón Uno de Helicópteros de la Marina (HMX-1).

### Origen del nombre
Poco después de probar el primer prototipo de lanzacohetes lanzando cohetes al río Potomac, Skinner y Uhl llevaron el nuevo sistema a una prueba de competición con varios tipos de morteros de espiga que tuvo lugar en el campo de pruebas de Aberdeen en mayo de 1942. Con el nuevo lanzacohetes se logró impactar varias veces contra un tanque en movimiento mientras que cinco morteros no lo alcanzaron. Aquello fue un logro considerable, teniendo en cuenta además que la mira del lanzacohetes había sido fabricada esa mañana con una percha de alambre. Varios altos oficiales, entre los que estaba el jefe de investigación e ingeniería del Departamento de Artillería, el general de división Gladeon M. Barnes, supervisaron la prueba. A Barnes le gustó ese lanzacohetes, pero comentó: "Estoy seguro de que se parece a la bazooka de Bob Burns". Bob Barns era un conocido humorista de la radio que usó un instrumento musical que él mismo había ideado y lo llamó bazooka.

## Uso operacional

### Segunda Guerra Mundial
Fue introducido secretamente en el frente ruso y en noviembre de 1942, durante la Operación Torch, las primeras versiones del lanzacohetes M1 y el cohete M6 fueron entregadas a algunas de las tropas de invasión estadounidenses en los desembarcos en el norte de África. La noche antes de los desembarcos, el general Dwight D. Eisenhower se sorprendió al descubrir por un subordinado que ninguna de sus tropas había recibido instrucciones sobre el uso de la bazuca.
El lanzacohetes M1 fue provisto con el cohete M6, altamente fiable, sin haberse realizado entrenamientos. No tuvo un papel importante en la lucha en el norte de África, pero sí que supuso un éxito de la inteligencia alemana cuando algunos fueron capturados por los alemanes en los primeros encuentros con las tropas inexpertas en su uso de los EE. UU. Un general de los EE. UU. que visitó el frente de Túnez en 1973 después del final de las operaciones de combate no pudo encontrar a ningún soldado que le informara de que aquella arma hubiera detenido a algún tanque enemigo. La emisión adicional de la bazuca fue suspendida en mayo de 1943.
Durante la invasión de los aliados de Sicilia, las fuerzas estadounidenses usaron pequeñas cantidades de las bazucas M1A1, con el cohete mejorado M6A1. El M1A1 detuvo a cuatro carros medianos alemanes y a un tiger I pesado, quedando este último fuera de combate con un impacto poco común en la ranura de visión del conductor.
Cuando se reveló la existencia de la bazuca al público estadounidense, los comunicados de prensa oficiales de los dos primeros años declararon que era tan potente como un cañón de 155 mm, lo que fue una exageración, aunque entonces fue ampliamente aceptada por el público estadounidense.
A finales de 1942 las tropas alemanas capturaron algunos de las primeras bazucas americanas M1 a las tropas del Ejército Rojo, que los habían recibido como arrendamiento durante la Operación Torch, de invasión del norte de África. Los alemanes desarrollaron su propia versión del arma, incrementando el diámetro de la ojiva del cohete de los 60 mm a los 88 mm. En servicio alemán, su mayor calibre tenía una gran capacidad contra los blindados. Paradójicamente, el aumento del calibre fue propuesto por algunos oficiales de artillería durante las pruebas en EE. UU, pero fue rechazado. Tras la participación en una prueba usando el alemán raketenpanzerbüchse, también llamado RPzB 54 panzerschreck, y el bazuca estadounidense M9 contra un tanque alemán panther, el cabo Donald E. Lewis  del Ejército de los EE. UU. informó a sus superiores de que el panzerschreck era muy superior a la bazuca americana: «estaba gratamente impresionado con el panzerschreck y estaba listo para atacar a los alemanes con su propia arma».
La bazuca M1 funcionó mucho mejor en las raras ocasiones en las que era usado contra un blindaje más delgado, normalmente en las partes bajas, la parte inferior o la parte superior de los tanques enemigos. Para dañar el panel de mando de un carro enemigo, el operador de la bazuca tenía que esperar hasta que el carro pasase por una colina empinada o por cualquier otro escollo, mientras que para dañar la parte superior el operador necesitaba encontrarse desde un piso alto de un edificio o desde cualquier otra posición elevada. Incluso el tanque pesado king tiger solo tenía en la parte superior y en la torreta un espesor de blindaje de 44 mm como mucho, lo que podía ser perforado por la munición de la bazuca estadounidense. En 1944, durante la ofensiva aliada en Francia, cuando algunos aviones de enlace con el Ejército de los EE. UU. empezaron a estar armados experimentalmente, y ya volaban con dos o cuatro armas de artillería estadounidense, usada de forma destacada en la batalla de Arracourt-Major, Charles "Bazooka Charlie" Carpenter montó una batería de tres bazucas M9 en los puntales del fuselaje de las alas de cada lado de su L-4 Grasshopper para atacar a los blindados enemigos, atribuyéndosele la destrucción de seis tanques enemigos, incluyendo dos tanques pesados tiger I.
A pesar de la introducción de la bazuca M9 con su cohete mejorado, el M6A3, a finales de 1943, los informes de la efectividad del arma contra el blindaje enemigo disminuyeron enormemente en las últimas etapas de la Segunda Guerra Mundial, por los nuevos carros alemanes con blindaje más grueso y mejor diseñado y por la introducción en las partes bajas del blindaje Schurzen. Esto hizo que los operadores de bazookas se dirigieran a zonas menos protegidas del tanque, como las orugas, las ruedas dentadas de transmisión, las ruedas o el compartimiento trasero del motor. En una carta fechada el 20 de mayo de 1944 el general George S. Patton declaró a un colega que "el objetivo de la bazuca no es cazar carros ofensivamente, sino que se utilizará como último recurso para evitar que los tanques lleguen a donde se encuentre la infantería, en un rango de unos 27 metros".
Tanto en la guerra del Pacífico como en la campaña del norte de África, las primeras bazucas enviadas al combate tenían a menudo problemas de fiabilidad. El circuito operativo de la batería se dañaba durante un manejo rudo, y los motores del cohete a menudo fallaban por las altas temperaturas y la exposición a la humedad y la salinidad de la humedad del aire. Con la introducción del M1A1 y una munición más fiable, la bazuca fue efectivo contra algunos emplazamientos fijos de infantería japoneses, como pequeños búnkeres de cemento y fortines. El arma no era siempre efectiva contra los emplazamientos de coco y arena, ya que estas estructuras más blandas a menudo reducían la fuerza del impacto de la ojiva lo suficiente como para evitar la detonación de la carga explosiva. Al final de la guerra en el Pacífico, las tropas del ejército y la marina usaron el lanzallamas M2 para atacar este tipo de emplazamientos. En unos pocos casos en el Pacífico, cuando la bazuca era usado contra los tranques y los vehículos blindados, los cohetes fueron muy efectivos contra los finos blindajes de los vehículos japoneses. Los lanzacohetes M1A1, M9 y M9A1 fueron considerados como armas útiles y efectivas contra emplazamientos enemigos y fortificaciones durante la Segunda Guerra Mundial pero no tanto como armas antitanque. El general Dwiht Eisenhower posteriormente lo describió como una de las cuatro «herramientas de la victoria» con las que los aliados ganaron la Segunda Guerra Mundial (junto con la bomba atómica, el Willys MB Jeep y el avión de transporte C-47 Skytrain).

### Guerra de Corea
El éxito del panzerschreck alemán, más potente, hizo que la bazuca fuese completamente rediseñado al final de la Segunda Guerra Mundial.  Se adoptó un modelo más grande, de 90 mm, el «superbazoca» M20. A pesar de tener cierto parecido con el panzerschreck, el M20 tenía un mayor rango de efectividad, más capacidad de penetración y era un 20 % más ligero. El M20 pesaba 6.5 kg y contaba con una carga de 4 kg, el M28A2 HEAT, para su uso como anticarro. Era manejado por un equipo de dos personas y tenía una ratio de seis disparos por minuto. Como su predecesor, el M20 también podía disparar cohetes de otro tipo (M29A2) o WP smoke (T127E3/M30). Habiendo aprendido de la experiencia de la sensibilidad de la bazuca y de su munición hacia la humedad y las inclemencias del tiempo, la munición de la nueva arma era empacada en cajas resistentes a la humedad y el manual de campo del M20 contenía instrucciones extensas sobre la lubricación y el mantenimiento del lanzador, así como sobre el almacenamiento de la munición.
Las reducciones presupuestarias iniciadas por el secretario de defensa Louis A. Johnson  en los años posteriores a la Segunda Guerra Mundial cancelaron el desarrollo del M20 y las primeras fuerzas estadounidenses desplegadas en Corea fueron armadas con lanzacohetes M9 y M9A1 de 2,36 pulgadas antiguos almacenados desde la Segunda Guerra Mundial y munición M6A3. Durante las etapas iniciales de la guerra de Corea resurgieron las quejas sobre la ineficacia de los M9 y M9A1 de 2.36 pulgadas contra los blindajes enemigos suministrados por los soviéticos. Un hecho señalado fue que las fuerzas de bloqueo de la fuerza operativa Smith del ejército estadounidense fueron invadidas por treinta y tres tanques norcoreanos T-34-85 a pesar de que habían disparado repetidamente cohetes de 2.36 pulgadas en los compartimientos de los motores traseros de los vehículos.
Además, las autoridades de artillería recibieron numerosos informes de combate que indicaban fallos del cohete M6A3 para la detonación tras el impacto, lo que se debía a que la munición inventariada se había deteriorado tras muchos años de almacenamiento en ambientes húmedos o con salinidad en la humedad del ambiente. Los suministros de lanzacohetes M20 de 3.5 pulgadas con munición M28A2 HEAT fueron transportados rápidamente desde Estados Unidos a Corea del Sur, donde demostraron ser muy efectivos contra el T-34 y otros carros soviéticos. Grandes cantidades de bazucas de 2.36 pulgadas que fueron capturados durante la guerra civil china fueron usados por los chinos contra los tanques estadounidenses Sherman y Patton, y la posterior ingeniería inversa china produjo una copia del M20 llamada type 51.

### Guerra de Vietnam
El superbazuca M20 fue usado al comienzo de la guerra de Vietnam por los marines estadounidenses antes de que gradualmente se fuera sustituyendo por el cañón sin retroceso M67 y, posteriormente, por el cohete M72 LAW.
El ejército norvietnamita también desarrolló su propio bazoca, bajo el mando de Tran Dai Nghia. Fue probado con éxito en 1947.

## Tipos

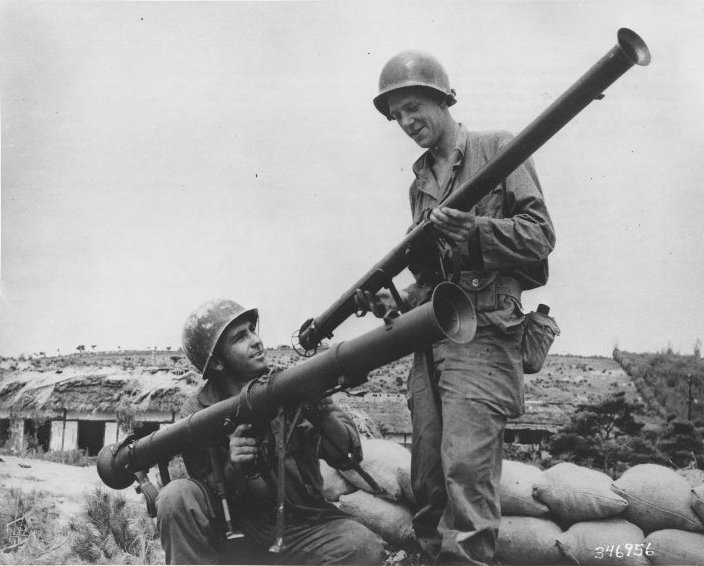
Dos soldados, uno con la bazuca y otro con la superbazuca.

### Bazucas M1 y M1A1
- El primero se desarrolló en 1913.
- La terminación A1 estaba destinada a mejorar la fiabilidad  con un sistema eléctrico mejorado.

### Bazuca M9
- Modelo mejorado.
- Sustituyó al M1A1  1943.

### Bazuca M9A1
- Podía ser separado en dos partes para ser transportado mejor.
- El disparador accionado por batería de ignición fue reemplazado por un disparador magnético.

### Superbazuca M20
- Ojiva de 90 mm de diámetro.
- Podía penetrar hasta 200 mm de blindaje.
- Se amplió el alcance hasta unos 150 m.
- Entró en servicio al inicio de la guerra de Corea.

### Superbazuca M20B1
- Versión ligera con el tubo fabricado con aluminio fundido y otros componentes simplificados.
- Usado como un complemento a MBFG54

### Superbazucas M20A1/A1B1
- Entró en producción en 1952.
- Versiones mejoradas del M20 Y M20B1 respectivamente.

## Especificaciones

### M1A1
- Longitud: 205 mm
- Calibre: 60 mm
- Peso: 6.8 kg
- Ojiva: M6A1 (1.59 kg)
- Alcance
  - Máximo: 360 m
  - Efectivo: 135 m
- Equipo: dos, operador y cargador

### M9A1
- Longitud: 1550 mm
- Calibre: 60 mm
- Peso: 15,9 libras
- Ojiva: M6A3/C (1.59 kg)
- Alcance
  - Máximo: 350-450 m
  - Efectivo: 110 m
- Equipo: dos, operador y cargador (M9) o uno, operador-cargador (M9A1)

### M20A1/A1B1
- Longitud (cuando está montado para disparar): 1524 mm
- Calibre: 90 mm
- Peso (descargado): M20A1, 6.4 kg; M20A1B1, 5.9 kg
- Ojiva: M28A2 HEAT (4.08 kg) o T127E3/M30 WP (4.06 kg)
- Alcance
  - Máximo: 823 m
  - Efectivo (objetivo parado/objetivo en movimiento): 275/185 m